# Francesco Pignatelli, VII principe di Strongoli
Francesco Pignatelli, VII principe di Strongoli, IX conte di Melissa (Napoli, 2 febbraio 1774 – Napoli, 27 aprile 1853), è stato un generale e nobile italiano, membro della famiglia Pignatelli e nipote di Francesco Pignatelli, marchese di Laino.
Sostenne la Repubblica Napoletana del 1799 e il Regno di Napoli bonapartista. Nel 1808 Gioacchino Murat lo nominò comandante della divisione di fanteria della Guardia.

## Biografia
Era figlio di Salvatore Pignatelli, V principe di Strongoli, generale del re Carlo III di Spagna, e di Giulia Mastrilli; suo zio paterno fu Francesco Pignatelli, marchese di Laino, Vicario generale di Ferdinando IV.
Il 20 marzo 1779 fu iscritto al Real convitto fernandiano alla Nunziatella, diretto dallo zio Francesco Pignatelli di Laino, dove studiò le discipline letterarie e scientifiche. Nel 1792, compiuti diciassette anni e perduto il padre, si dedicò alla carriera militare, entrando nell'esercito imperiale austriaco e ottenendo la qualifica di ufficiale di cavalleria del Reggimento La Tour in virtù del sostegno dello zio, il marchese del Gallo, il quale rappresentava il Governo di Napoli presso la corte imperiale.
Nel corso delle guerre della Prima coalizione, partecipò all'assedio di Valenciennes, in cui fu ferito al volto, e nell'assedio di Condé. Si distinse nel prosieguo della campagna, venendo ferito al braccio destro e poi alla gamba, nel corso della battaglia di Fleurus (1794).
Fu nel 1794 che Francesco ricevette la notizia che i fratelli maggiori Ferdinando e Mario erano stati arrestati con l'accusa di aver cospirato contro la monarchia napoletana: abbandonata la carriera militare, tornò in patria e, con l'aiuto dello zio Francesco di Laino, corruppe i carcerieri e fece fuggire i fratelli fuori dal Regno.
Dovendo abbandonare il Regno, e non potendo tornare nell'esercito austriaco, si arruolò in quello francese, dove fu inquadrato con grado di capitano nel corpo d'armata del generale Andrea Massena. Ricevette il comando tre battaglioni di fanteria della Legione Romana, inseriti nell'armata del generale Championnet che nel 1798 difese la Repubblica Romana. La Legione Romana costituì l'avanguardia dell'esercito di Macdonald che sconfisse gli austriaci del generale Mack nella battaglia di Civita Castellana (5 novembre 1798); nel corso della battaglia, Pignatelli Strongoli affrontò in corpo a corpo il portabandiera capitano Hauzowitz e lo uccise, conquistando la bandiera nemica. La colonna del generale Simon Dufresse, di cui faceva parte Pignatelli Strongoli, si diresse su Napoli, procedendo verso Capodimonte, incontrando la resistenza dei resti dell'esercito borbonico e dei Sanfedisti, e infine conquistando Castel Sant'Elmo senza colpo ferire; qui Francesco trovò i fratelli, insieme ai quali issò il tricolore della Repubblica napoletana.
Per ordine di Macdonald, Francesco e il fratello minore Vincenzo Pignatelli furono mandati con le loro unità a combattere in alta Italia; nel 1799 la Repubblica napoletana cadde e Ferdinando e Mario furono arrestati e decapitati.